# نبرد جزایر کویون
نبرد جزایر کویون (که به طور متناوب به آن نبرد اوینوسس گفته می شود) یک نبرد دریایی قرون وسطایی در دریای اژه بود. صحنه نبرد در اطراف جزایر کویون (اوینوسس) بود که مجموعه‌ای از جزایر کوچک بین جزیره خیوس و آناتولی است. متخاصمان بیلیک ازمیر و امپراتوری بیزانس بودند.
بیلیک ازمیر توسط یک دریانورد ترک به نام چاکا بی در قرن یازدهم تأسیس شد. دخترش اگرچه عضوی از خاندان سلجوقی نبود، با قلج ارسلان اول از سلجوقیان آناتولی ازدواج کرد. او یک بیلیک دریایی در اطراف ازمیر تأسیس کرد و بارها در جزایر بیزانس در شرق دریای اژه لشکرکشی کرد. 
او پس از تصرف جزیره لسبوس قصد حمله به جزیره خیوس را داشت. ۱۷ کشتی جنگی و ۳۳ کلیپر تحت فرمان او بود. اما پس از اطلاع از نزدیک‌شدن ناوگان بیزانس به فرماندهی نیکتا کاستامونیتا، تصمیم به جنگ گرفت. نبرد در ۱۹ مه ۱۰۹۰ تا شب ادامه داشت. چاکا توانست ناوگان بیزانس را شکست دهد. 
پس از نبرد چاکا جزایر خیوس و ساموس را ضمیمه قلمرو خود کرد.